# Discococcus graminis
Discococcus graminis är en insektsart som först beskrevs av Ferris 1918.  Discococcus graminis ingår i släktet Discococcus och familjen ullsköldlöss. Inga underarter finns listade i Catalogue of Life.